# Los embustes de Fabia
Los embustes de Fabia (1588-1595) es una comedia del dramaturgo español Lope de Vega, uno de los máximos exponentes del Siglo de Oro.

## Trama
La obra se ambienta en la Antigua Roma. Fabia es una dama noble, casada con el senador Catulo. Mantiene relaciones adúlteras con Vitelio, al tiempo que encarga a Lelio, otro enamorado suyo, que mate a su marido, haciéndole creer que así conseguirá su mano.
Lelio descubre el engaño de Fabia y se une al marido, que le encarga a su vez que asesine a Fabia. En el momento decisivo, Lelio sucumbe a los halagos de Fabia, y su propio marido se arrepiente, descubriendo que el amor por su mujer es mayor que su deseo de venganza. No obstante, Fabia se encierra en una torre, negándose a bajar si no le ofrece garantías un amigo de familia, Marco Atilio, que aparece en compañía de Belariso, también enamorado de ella. Catulo acepta, pero exige que Fabia pruebe en adelante su comida, para evitar que lo envenene. En el banquete que sigue, Fabia demuestra a su marido que toda precaución es inútil: vierte pétalos de rosa en dos copas, bebiendo de una ella y de la otra un criado, que muere inmediatamente. Catulo, rendido todo residuo de autoridad sobre su esposa, se retira porque el emperador le ha citado y deja a Fabia sola, coqueteando con Belariso y retirándose con él.
En el palacio, el emperador Nerón juzga la denuncia de Lelio, que pretende el pago del encargo de Catulo. Cuando el emperador conoce la historia, Nerón siente curiosidad por la belleza de tal mujer, y exige verla con sus propios ojos, pensando satisfacer su deseo con Fabia, sin hacer caso del honor de su marido. Catulo reprocha la arrogancia del tirano, predice la ruina de Roma y se suicida, tomando el veneno que guardaba en un anillo. Cuando Fabia ve a su marido muerto se enfrenta también al emperador y, llevándose a la boca el anillo de su marido, cae al suelo, haciendo huir al desesperado Nerón. Pero Fabia estaba fingiendo, y cuando queda a solas con Vitelio, convocado también a palacio como cómplice de la historia, se levanta y le abraza, prometiendo que en adelante será más constante en el amor.

## Análisis
En Los embustes de Fabia Lope construye una comedia parodiando elementos propios de la tragedia:  el adulterio, la venganza del honor, el deseo injusto del poderoso y el suicidio como defensa contra el abuso del tirano. La ambientación espacio temporal clásica (y por tanto, no cristiana) durante el reinado de Nerón, conocido por su temperamento disoluto, permite al autor justificar la actitud desenvuelta e impúdica de Fabia.
Fabia destaca entre los personajes femeninos de Lope por su sistemático e impune desafío a la autoridad masculina, que consigue subvertir el dominio del hombre, característico en las obras de honor de Lope. En general, en sus obras el destino de la mujer adúltera, su perdón o castigo, están en manos masculinas. Las pocas que evitan el castigo lo hacen como un subproducto de relaciones homosociales masculinas.